# 棋经
《棋經》，也稱作《棋經十三篇》，北宋仁宗皇祐年間成書，共13篇，分別是論局、得算、權輿、合戰、虛實、自知、審局,度情、斜正、洞微、名數、品格、雜說等。是關於圍棋的理論著作。此書作者方面, 有幾種不同的講法: (1) 劉仲甫、(2) 晏天章、(3) 張擬、(4) 張靖，李毓珍著有〈《棋經十三篇》作者考〉一文，考證為張靖所作。
《棋經》十三篇目前於許多刊本都可以見，如《四庫全書》《忘憂清樂集》《玄玄棋經》等。

## 同名作品
- 梁武帝曾寫過《棋經》，同樣是敘述圍棋的理論著作。
- 《敦煌棋經》，原稱《棋經》，是1899年在敦煌出土的殘本，推測是北周時期作品，現存於大英博物館。